# Liste des abbés d'Arles-sur-Tech
Cet article donne la liste des abbés de l'abbaye Sainte-Marie d'Arles-sur-Tech

## Les abbés
1. Castellan I, Castellanus, attiré en Septimanie par les mesures d'aprision des Carolingiens pour repeupler le pays déserté après sa conquête par les Francs. Il est considéré comme le fondateur de l'abbaye dans les ruines des thermes romains d'Arles, vers 778. Il obtient un diplôme en faveur de son abbaye placée sous le vocable de Sainte-Marie de Vallespir. Dans le capitulaire de 817, Louis le Pieux place l'abbaye de Vallespir parmi les abbayes de troisième classe ne devant que des prières pour la prospérité de l'empereur et le bonheur de l'État[1]
2. Babila, abbé en 831.
3. Recesindus, fait confirmer en 844 par Charles le Chauve le diplôme obtenu de Louis le Pieux en 821.
4. Recimirus, frère et successeur du précédent, cité dans une lettre de son successeur.
5. Hilperic, écrit à Charles le Chauve pour lui demander de contribuer aux réparations de son abbaye ruinée par les Normands. En 869, il reçoit en 869 de Charles le Chauve un diplôme confirmant les privilèges de l'abbaye.
6. Castellan II est abbé en 873 et 878.
7. Sunifred, abbé en 883.
8. Bernard I est abbé en 900.
9. Agobard, cité comme abbé en 916.
10. Gisand ou Wisand, abbé en 929.
11. Guimera, cité en 943 et 944.
12. Agomesindus, nommé dans des actes en 948 et 949.
13. Aimeri fait consacrer le 18 octobre 957, les églises Notre-Dame et des saints apôtres Pierre et Paul, in Valle Albaniana, par Arnoul, évêque de Girone.
14. Arnoul, siège en 957 et 963. Il est enterré dans la chapelle des Saints Côme et Damien.
15. Thibaut, cité en 977 et 978.
16. Sintillus, vivait en 994. Il est encore en 1001.
17. Étienne, cité comme abbé dans une charte du 23 janvier 1008.
18. Gauzbert, mentionné en 1010, en 1011 et 1012.
19. Bonfils I, Bonusfilius, cité en 1020 dans le testament de Bernard, comte de Besaudun. Il est encore abbé en 1023.
20. Guillaume I, cité en 1031 et 1032.
21. Bonfils II, fait un échange avec Guillaume, comte de Besaudun, en 1037. C'est probablement sous son abbatiat que s'est faite la consécration de l'église Sainte-Marie d'Arles par Guifred, archevêque de Narbonne.
22. Bérenger I, siège en 1060. Il vit encore en 1076.
23. Girard, fait une transaction le 20 décembre 1090.
24. Bernard II connu par une sentence en 1114. Il a au moins vécu jusqu'en 1132.
25. Raymond I, cité en 1141. Il fait consacrer, le 11 octobre 1157, par l'archevêque de Narbonne Bérenger l'église du monastère qu'il venait de reconstruire. Il a vécu jusqu'en 1174.
26. Robert I, nommé en octobre 1178 dans les lettres d'Alphonse, roi d'Aragon, défendant de construire des châteaux forts dans les fiefs appartenant à l'abbaye d'Arles.
27. Robert II. Il a reçu d'Alphonse, roi d'Aragon, la permission de fortifier la paroisse de Saint-Martin de Fourques.  Il est encore cité dans un acte du 17 juillet 1198.
28. Bernard III, mentionné en 1199 et 1202, a vécu jusqu'en 1208.
29. Géraud d'Esbac, abbé en 1209, 1212 et 1213.
30. Bernard IV de Montesquiou, abbé en 1214, mort le 13 novembre 1220 d'après ce qui est inscrit sur sa tombe.
31. Benoît I, cité en 1220.
32. Bernard V de Pineda, abbé d'Arles en 1225 et 1226.
33. Benoît II, cité en 1226.
34. Arnaud I Béranger, cité en 1229, vit encore le 12 octobre 1233.
35. Palatinus, cité en 1238.
36. Arnaud II Béranger, abbé en 1239, occupe le siège jusqu'en1248.
37. Pons I, abbé en 1249 et 1250.
38. Pierre I, cité en 1250 et 1251.
39. Pons II de Castellar, abbé en février 1252 et le 23 juin 1260.
40. Raymond II d'Esbac, abbé en janvier 1261. Il passe un accord le 23 novembre 1280 avec le roi de Majorque au sujet de droits de justice de l'abbaye. Il achète le Mas de Falgars en août 1282, le château de Codalet, le 29 avril 1296. Il fait une donation aux religieux en novembre 1303.
41. Bernard VI d'Axat, religieux et prévôt de Cuxa, élu abbé d'Arles en 1304. Il figure encore dans les actes de février 1311.
42. Bernard VII de Thaosca, religieux de Moissac, confirmé abbé d'Arles le 4 juillet 1312. Il est cité en 1314.
43. Bernard VIII d'Esbac, d'abord infirmier de l'abbaye, il est élu le Ier mai 1316. Il résigne en 1326. Il est mort le 26 novembre 1345.
44. Guillaume II, dont l'élection est confirmée le 17 août 1326, mort en 1332.
45. Bernard IX Mainard, moine de Lagrasse, élu abbé d'Arles en 1332. Il est mentionné en 1339 et le 7 septembre 1340.
46. Raymond III, abbé le 18 octobre 1344. Il fait rédiger le censier de l'abbaye en 1346 et 1347. Abbé le 13 février 1350, il vit encore le 27 avril 1352, mais il est probable qu'il a alors résigné.
47. Bérenger II de Pierrepertuse, cité comme abbé d'Arles le 23 mai 1350 et le 4 septembre 1352. Son nom est encore cité en 1361.
48. Pierre II, abbé en 1364 et 1365. IL renonce en 1369.
49. Arnaud III, abbé de Saint-Pierre de Rosas, diocèse de Girone, nommé abbé d'Arles en 1369 et meurt la même année.
50. Bérenger III, d'abord prieur de Saint-Paul de Barcelone, nommé en 1369. Il a reçu l'hommage des habitants de Saint-Laurent de Cerdagne le 30 juin 1370, et des habitants d'Arles, le 15 novembre 1370. Encore cité en 1371.
51. Pons III transige avec les habitants d'Arles en 1371.
52. Bérenger IV, il n'est peut-être pas différent de Bérenger III. Il est cité en 1372.
53. Pierre III a reçu le serment de fidélité des habitants de la paroisse de Saint-Étienne d'Arles, le 23 août 1373. Il était vivant le 23 avril 1380.#
54. François I, établi abbé d'Arles le 3 octobre 1380. On retrouve son nom dans un grand nombre d'actes jusqu'au 4 septembre 1393.
55. Pons IV de Villanova fait rédiger le premier censier de l'abbaye le 30 août 1394. On retrouve son nom en 1398 et 1400, mais il avait dû résigner à cette époque.
56. Bernard X de Ortallo, abbé en 1399. Il vit encore le 11 août 1434.
57. Quircus, cité par dom Martène en 1435.
58. Antoine I, siège en 1435, 1437 et 1439. Il a assisté au concile de Bâle-Ferrare-Florence-Rome, en 1439.
59. François II, abbé en 1442, au moins jusqu'en décembre 1453.
60. Jacques Vivès, abbé en 1486.
61. Antoine II de Narbonne, abbé le 6 mai 1493 d'après le chartrier de l'abbaye de Moissac.
62. Honoré d'Oms, chambrier de l'abbaye de Lagrasse. Administrateur de l'abbaye d'Arles en 1515, en 1520 et en 1533.
L'abbaye est vacante en 1545.
63. François III, vivant en 1549. Il semble avoir été en compétition avec le suivant.
64. Michel I d'Oms, cité comme abbé commendataire le 8 juillet 1551.
65. N. d'Esbac, abbé en 1552.
L'abbaye est vacante en 1555.
66. Michel II d'Oms, abbé commendataire, cité le 24 octobre 1564. Il était mort le 15 mai 1576.
L'abbaye est vacante en 1579 et 1590.
67. Michel III, nommé en 1594. Il est mort en 1598.
68. François IV de Saint-Just, docteur en droit civil et canon, a reçu l'abbaye d'Arles en 1598. En 1614, il est cité comme abbé d'Arles et abbé de Saint-André de Sorède. Les bulles d'union de ces deux abbayes par le pape Clément VIII datent du 13 août 1592.
69. Michel IV tient un chapitre dans son abbaye en 1622.
70. Jean I Baptiste de Calders, abbé dès 1622, mort le 14 février 1630.
71. Marc Corona, siège en 1630. Mort en 1632.
72. N. Desguell, cité en 1634 par dom Taverner.
73. Joseph I Porrass, religieux de l'abbaye de Montserrat, abbé d'Arles, mort en 1644.
74. Pierre IV du Pont, docteur en droit civil et canon et en théologie, chanoine et archidiacre d'Urgell, régit l'abbaye pendant 20 ans sans avoir reçu ses bulles qui ne lui furent envoyées qu'en 1669. Il est mort en 1684.
75. Joseph II de Solers, religieux profès de l'abbaye de Cuxa. Il est mort le 3 décembre 1696 et a été inhumé dans l'église d'Arles.
76. Jean II Bazan de Flamanville, évêque d'Elne, abbé désigné par le roi, il régit l'abbaye jusqu'en 1701 sans avoir reçu ses bulles.
77. Natalis Gaillard de Chaudon, né à Aix-en-Provence, religieux profès de l'abbaye Saint-Victor de Marseille, docteur en théologie, et conseiller du roi. Il est désigné par le roi le 24 décembre 1701. Il a obtenu ses bulles le 31 juillet 1702. Il est mort le 26 avril 1722, année où la mense abbatiale a été unie à l'évêché d'Elne.